# Kenneth Ridge
Kenneth Ridge är en bergstopp i Antarktis. Den ligger i Östantarktis. Australien gör anspråk på området. Toppen på Kenneth Ridge är 2 meter över havet.
Terrängen runt Kenneth Ridge är platt åt nordväst, men åt sydost är den kuperad. Trakten är obefolkad. Det finns inga samhällen i närheten. 